# Marie-Noëlle Koyara
Marie-Noëlle Koyara, née le 14 décembre 1955 à Bouar, est une femme politique centrafricaine. De 2017 a 2021, elle est ministre de la Défense et de la Reconstruction de l’armée.
Elle a également occupé d'autres fonctions ministérielles de 2013 à 2016.

## Formation
Elle est ingénieur agronome diplômée de l’Institut universitaire de technologie agronomique et forestière de Mbaïki.

## Carrière internationale
À partir de septembre 1996, elle est représentante de l'Organisation des Nations unies pour l'alimentation et l'agriculture, tout d'abord au Cap-Vert, jusqu’en février 2001, puis au Burkina Faso, et après juillet 2007 en Côte d’Ivoire. Cette mission se termine en avril 2013 avec la reconnaissance des ivoiriens.

## Carrière politique
De 1993 à 1996, Marie-Noëlle Koyara a été ministre de l'Agriculture et de la Promotion rurale puis ministre de la Promotion de la femme, chargée des actions sociales.
En juin 2013, elle est ministre chargée du Développement rural, dans le gouvernement Tiangaye 3, puis ministre d'État chargée du Développement rural dans le gouvernement d'André Nzapayeké. Elle est ministre de la Défense dans les gouvernements Kamoun 2 et 3 entre janvier et octobre 2015 puis ministre d'État, chargée du Développement durable, de cette dernière date à 2016 dans le gouvernement Kamoun 4.